# The World Before
"The World Before" é o oitavo episódio e o mid-season finale da décima temporada da série de televisão do gênerro terror e drama pós-apocalíptico The Walking Dead. Foi escrito por Julia Ruchman e dirigido por John Dahl. Nesse episódio, Michonne e Judith chegam em Oceanside, enquanto pequenas hordas chegam em Alexandria.
O episódio foi exibido originalmente nos Estados Unidos pela AMC em 24 de novembro de 2019, e no Brasil pela Fox no dia seguinte, 25 de novembro.

## Enredo
Em um flashback, Alpha (Samantha Morton) e Dante (Juan Javier Cardenas) conversam. Ela garante a ele que nada de seu passado ou do pouco tempo que passou com os Sussurradores é importante. Depois de elogiar suas ações no celeiro, Alpha lhe dá a missão de espionar Alexandria em troca de um lugar especial entre os Sussurradores, uma vez que seus inimigos serão destruídos. Dante segue suas instruções e anda até encontrar um grupo de sobreviventes. Ele finge precisar de ajuda e se junta a eles. Pouco tempo depois, eles chegam a Alexandria. Ele passa os quatro meses seguintes deixando mensagens com informações escondidas em uma árvore para Alpha. Dante pinta "Silencie os Sussurradores" por toda Alexandria para semear paranoia, dobra a alavanca da válvula de água para contaminar todos com água não potável e sufoca Cheryl (Rebecca Koon) até a morte. No presente, Dante olha para o corpo de Siddiq (Avi Nash) e pensa sobre o que ele fez. Ele pega uma faca para impedir que ele reanime, mas é interrompido por uma batida na porta. Rosita (Christian Serratos) chega com Coco para checar Siddiq. Dante mente sobre seu paradeiro, enquanto Siddiq começa a reanimar. Quando Dante revela sua faca, Rosita se afasta lentamente e coloca Coco em uma banheira. Dante derruba Rosita no chão e começa a sufocá-la, enquanto Siddiq zumbificado caminha até sua filha, que está chorando. Antes que Coco possa ser mordida, Rosita esfaqueia Dante no peito, mata Siddiq reanimado e espanca brutalmente Dante até que ele fique inconsciente. Ela então pega Coco e chora enquanto olha para o corpo de Siddiq.
No dia seguinte, Gamma (Thora Birch) encontra Aaron (Ross Marquand) novamente na fronteira e pergunta se o bebê que foi deixado para morrer fora de Hilltop ainda está vivo. Quando ela revela que ele é seu sobrinho, Aaron diz que ele foi resgatado por uma família e se chama Adam. Ela oferece informações a ele em troca de ver Adam. Antes de aceitar qualquer tipo de acordo, Aaron a faz tirar a máscara e dizer seu nome. Ela obedece e revela seu nome verdadeiro como Mary. Em Alexandria, Daryl (Norman Reedus) dá um soco em Dante na enfermaria, onde ele é interrogado. Quando Gabriel (Seth Gilliam) exige saber por que ele matou Siddiq, Dante insiste que ele não teve escolha. Carol (Melissa McBride) pergunta qual era seu plano e Dante confessa que ele foi enviado para lá para provocar paranoia e forçá-los a tomar más decisões. Quando ele diz que está ansioso para que eles discutam sobre o que fazer com ele, como fizeram com Negan (Jeffrey Dean Morgan), Rosita o chuta pelas costas e sai, enquanto Aaron chega. Aaron é informado sobre o que aconteceu e revela que ele conversou com uma sussurradora que lhe disse a localização da horda de Alpha. Apesar de seu ceticismo, Daryl ordena que Aaron convoque um grupo de Hilltop para ajudá-los na missão. Ele então lembra a Carol que Lydia (Cassady McClincy) ainda está desaparecida, e ela diz que pode ajudá-lo a procurá-la depois, mesmo que Lydia não queira ser encontrada, e Daryl pergunta se na verdade não é Carol que não quer encontrá-la, saindo.
Na jornada em direção a Oceanside, Scott (Kenric Green) para o comboio quando se depara com marcas recentes. Michonne (Danai Gurira) diz ao grupo para ficar alerta e quieto, para evitarem encontrar batedores dos Sussurradores. Judith (Cailey Fleming) pergunta a Luke (Dan Fogler) o que ele estava assobiando antes, e ele diz que estava assobiando uma de suas músicas favoritas e escreve para ela em seu diário, onde Judith documenta tudo o que acontece com eles. Pouco depois, Luke convence Michonne a parar em uma biblioteca próxima ao longo do caminho para procurar mais livros. Quando o grupo entra, Judith encontra um dicionário russo-inglês que ela entrega a Luke para que Eugene (Josh McDermitt) possa entender o satélite, e Luke vai para a seção de música. Michonne é chamada no rádio por Magna (Nadia Hilker), enquanto Luke é atacado por dois caminhantes. Enquanto luta, um homem salva sua vida antes de fugir. O grupo chega depois de ouvir seus gritos e Luke conta sobre o homem que o salvou. Michonne informa sobre a morte de Siddiq e diz que eles devem se apressar.
De volta a Alexandria, Gabriel faz um discurso emocionante no funeral de Siddiq, enquanto os moradores choram e Rosita cai no chão sozinha, triste. Quando a cerimônia termina, Ezekiel (Khary Payton) conversa com Carol e diz que Siddiq era uma daquelas pessoas que ele pensava que viveriam para sempre. Ele então se oferece para ajudá-la a encontrar a horda de Alpha, mas ela recusa. Quando Carol pergunta se está tudo bem, Ezekiel hesita em contar a ela sobre o câncer e só deseja boa sorte na missão. Mais tarde, Rosita ouve caminhantes nos muros e sai para matá-los, usando soqueiras para liberar sua raiva. Um caminhante com um capacete quase a morde, e ela volta a si quando Eugene chega para ajudar a matá-lo. Ele então oferece suas mais profundas condolências a ela e deseja poder oferecer mais, mas diz que não pode no momento porque está se mudando. Eles se despedem e ele sai. Enquanto isso, Gabriel está em sua casa, revendo a entrevista de Dante, onde ele afirma ter um filho. Quando Rosita chega, ela diz a ele que quase morreu lutando de forma imprudente e lamenta o quão vulnerável ela se sente em pensar que Coco fique órfã. Gabriel diz que o sentimento vai passar e sua principal preocupação no momento é lidar com Dante. Sentindo-se magoada por sua indiferença, ela afirma que talvez Dante estivesse certo sobre eles não serem tão fortes quanto pensavam. Em sua casa, Aaron e Gracie (Anabelle Holloway) jogam um jogo em que ela tem que adivinhar as capitais de cada estado. Ela vence e pede uma história como prêmio. Aaron diz a ela que uma vez foi caminhar com um homem que amava em Eureka, Califórnia, e eles visitaram ruínas antigas e ouviram o som das ondas do oceano que estavam distantes, enquanto pensavam como seria a vida da velha civilização. Gracie pergunta sobre o paradeiro dos moradores, mas Aaron não sabe o que aconteceu com eles.
Em Oceanside, Michonne exige que Cyndie (Sydney Park) e Rachel (Avianna Mynhier) usem um novo sistema para receber os recém-chegados. O homem que salvou Luke é trazido para a comunidade. Ele diz que simplesmente quer voltar para sua família, e os moradores o acusam de tentar roubar um dos barcos. Michonne puxa a espada e exige que ele responda suas perguntas. Vários caminhantes invadem a comunidade de repente e o grupo se prepara para combatê-los. Em Alexandria, Gabriel visita Dante preso na cela e pergunta se ele teve um filho como ele disse em sua entrevista de vídeo. Quando Dante diz que isso não importa, Gabriel entra na cela e admite estar profundamente entristecido pela perda de Siddiq, a quem ele amava como um irmão, e por causa de sua morte, Coco nunca lembrará do pai dela. Depois que Dante pergunta se as pessoas merecem uma segunda chance, Gabriel parece concordar, mas depois puxa uma faca e brutalmente o esfaqueia até a morte. Ele então grita de raiva e chora, com suas mãos cobertas de sangue. De volta a Oceanside, o homem tenta escapar, mas tem suas pernas perfuradas por Judith, e cai. Ela chama Michonne e ela orgulhosamente a parabeniza. Em Alexandria, Rosita leva Coco a uma janela e vê Gabriel deixando a prisão coberto de sangue. Em outro lugar, Daryl estaciona sua moto na floresta enquanto Carol e Aaron o seguem. Eles se encontram com Magna, Jerry (Cooper Andrews), Connie (Lauren Ridloff) e Kelly (Angel Theory) para obter ajuda em sua missão. Anoitece e o grupo atravessa uma das fronteiras da floresta, e Carol quase pisa em uma armadilha de urso, mas Daryl a detém. Ele a repreende por agir de forma imprudente e diz que eles não podem deixar Alpha tirar o futuro deles também. Eles se abraçam e depois atravessam a fronteira. Enquanto isso, Gabriel queima o corpo de Dante, enquanto Rosita se aproxima e coloca a cabeça no ombro dele. Eles se reconciliam e assistem a cena.
Em Oceanside, o homem acorda e tenta impedir Judith de ler um livro que ele está levando para sua filha, e Michonne chegar para interrogá-lo. Ele afirma que estava apenas procurando suprimentos e agora quer voltar para casa. Quando ela pergunta por que ele salvou Luke, ele diz que a misericórdia é escassa nos dias de hoje. Ela fica emocionada depois de lembrar de uma frase semelhante dita por Rick e Siddiq anos atrás. Ele então revela que vive com sua família em uma ilha fortificada que é difícil de encontrar e sugere que eles podem fazer um acordo. Pouco depois, Michonne diz a Judith seu plano de ajudar o homem a voltar para sua família em uma base naval em troca de armas para destruir a horda de Alpha, mas diz que precisa ir sozinha. Judith entende a decisão de sua mãe e elas se abraçam. Na manhã seguinte, o grupo chega ao local da horda em uma clareira e descobre que está vazio. Daryl diz a Aaron que foi uma perda de tempo e agora eles vão procurar por Lydia. Quando eles saem, alguém os observa dos arbustos. Em Oceanside, Michonne entrega a mochila ao homem e diz que as armas pagarão sua dívida com Oceanside. Ele aceita a oferta e se apresenta como Virgil (Kevin Carroll). Michonne então informa ao grupo sua missão, e diz que ela tem um rádio, caso eles precisarem. Ela diz a Judith que pode contatá-la a qualquer momento e a lembra de ser boa com seu tio Daryl até que ela volte. Michonne e Virgil partem em um barco em direção à ilha. Na floresta, Carol vê Alpha através de uma clareira e a persegue enquanto o resto a segue. Alguns caminhantes seguem o resto do grupo, e Daryl os mata e entra por último. Ele então cai em uma caverna com o resto do grupo, em uma armadilha onde eles se vêem cercados pela horda.

## Produção
Esse episódio teve a última aparição de Avi Nash no papel de Siddiq, de Juan Javier Cardenas no papel de Dante e a primeira aparição de Kevin Carroll no papel de Virgil, anunciado no elenco recorrente desde julho. Foi escrito por Julia Ruchman, seu primeiro episódio na série, e dirigido por John Dahl, também primeiro episódio na série.

## Recepção

### Crítica
O episódio recebeu críticas relativamente positivas, com elogios particulares ao desenvolvimento de Gabriel. No Rotten Tomatoes, o episódio tem uma taxa de aprovação de 90%, com uma pontuação média de 6.94 de 10, com base em 20 avaliações. O consenso crítico do site diz: "Um esforço um tanto anti-climático e desigual, 'The World Before' ainda consegue deixar a porta aberta para uma lista envolvente de tramas na segunda metade da temporada".
Brian Lowry, escrevendo para a CNN, elogiou o episódio e escreveu: "Durante a primeira metade da 10ª temporada, a série recuperou um certo impulso, graças à maneira como os roteiristas mostraram os personagens principais". Erik Kain, da Forbes, elogiou o desenvolvimento de Rosita e Gabriel e escreveu: "As cenas de Gabriel vs. Dante e Rosita vs. Dante foram espetaculares, mas a parte de encontrar a horda e tudo sobre os Sussurradores - incluindo o estranhamente anti-climático cliffhanger - são apenas medianos". Ao escrever para a TV Fanatic, Paul Dailly disse em sua resenha: "Em alguns aspectos, funcionou. Em outros, parecia que os produtores haviam esquecido muitas histórias que deveriam ter sido resolvidas para manter os fãs pensando enquanto aguardam o próximo lote de episódios".

### Audiência
O episódio teve um total de 3.21 milhões de espectadores em sua exibição original na AMC na faixa de 18-49 anos de idade. Mesmo sendo o programa mais assistido da noite, apresenta queda de 0.10 pontos de audiência em relação ao episódio anterior.